# Xipiu bigotut andí
El xipiu bigotut andí (Poospiza whitii) és un ocell de la família dels tràupids (Thraupidae).

## Hàbitat i distribució
Habita zones arbustives, boscos, ciutats i marjals dels Andes del centre i sud-est de Bolívia i nord-oest de l'Argentina.